# Селетканский сельсовет
Селетка́нский сельсове́т — сельское поселение в Шимановском районе Амурской области.
Административный центр — село Селеткан.

## История
20 июня 2005 года в соответствии с Законом Амурской области № 12-ОЗ муниципальное образование наделено статусом сельского поселения.

## Население
| 2002 | 2010 | 2011 | 2012 | 2013 | 2014 | 2015 |
| ---- | ---- | ---- | ---- | ---- | ---- | ---- |
| 402  | ↗404 | ↘399 | ↘395 | ↗404 | ↘397 | ↘394 |
| 2016 | 2017 | 2018 | 2021 |      |      |      |
| ↘389 | ↘387 | ↘379 | ↗405 |      |      |      |

## Состав сельского поселения
| № | Населённый пункт | Тип населённого пункта       | Население |
| - | ---------------- | ---------------------------- | --------- |
| 1 | Джатва           | железнодорожная станция      | →4        |
| 2 | Светильное       | село                         | ↘97       |
| 3 | Селеткан         | село, административный центр | ↘278      |